# Dar Patout

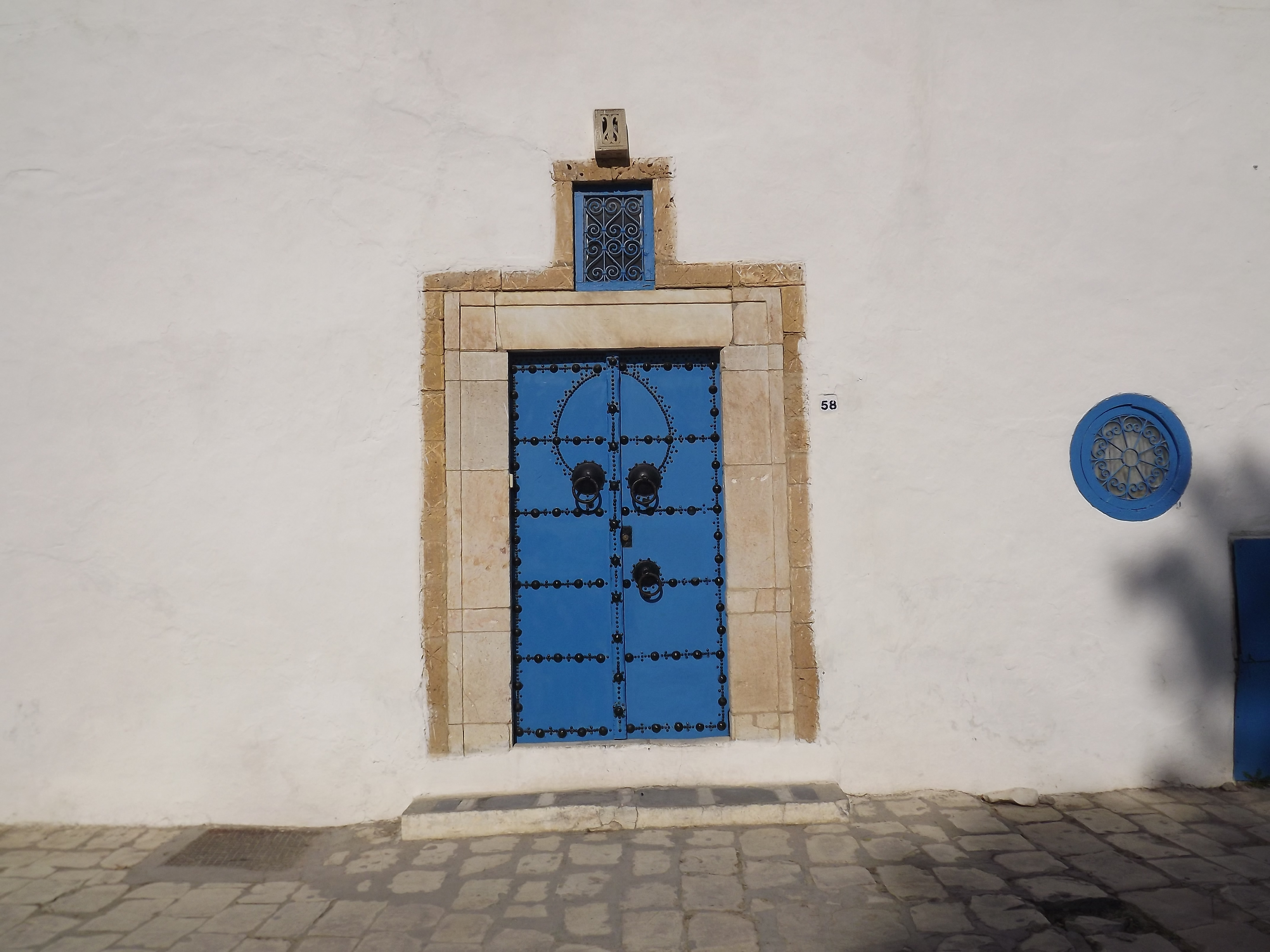
Porte de la demeure

Le Dar Patout est une demeure située à Sidi Bou Saïd, au nord-est de Tunis en Tunisie.

## Histoire
Elle est le fruit d'une collaboration de trois architectes : Jacques Marmey, Michael Patout (fils de Pierre Patout) et Paul Herbé. Datée des années 1945-1948, elle se distingue par une façade percée de deux fenêtres à grilles andalouses et une porte cloutée.